# Madisyn Shipman
Madisyn Shipman (nascuda el 20 de novembre de 2002) és una actriu i cantant nord-americana, coneguda pel seu paper de Kenzie Bell a la sèrie de Nickelodeon Game shakers. Shipman va començar la seva carrera a una edat primerenca i s'ha destacat tant a la televisió com en la música, guanyant una gran base de seguidors gràcies a la seva personalitat carismàtica i el seu talent.

## Inicis i vida personal
Madisyn Shipman va néixer el 20 de novembre de 2002 a Jacksonville, Carolina del Nord, Estats Units. Des de petita va mostrar un gran interès pel teatre, la dansa i la música, i va començar a fer classes de ball abans d'incursionar en la interpretació. A més de la seva carrera d'actriu, Shipman és també una jove cantant i compositora, amb una passió per la música pop i el ball.
Va créixer a Carolina del Nord amb els seus pares i té una germana petita. A més d'actuar, Madisyn també és activa a les xarxes socials, on comparteix les seves passions, aficions i moments personals amb els seus seguidors.

## Carrera professional
Madisyn Shipman va aconseguir la fama gràcies al seu paper de Kenzie Bell a la sèrie de Nickelodeon Game shakers, estrenada el 2015. La sèrie, creada per Dan Schneider, va seguir les aventures de dues noies que creen una empresa de videojocs. Shipman va interpretar a Kenzie, una noia intel·ligent i creativa, una de les dues protagonistes principals del programa. La sèrie va ser molt popular entre el públic adolescent i va permetre a Shipman guanyar una base de fans fidelitzada.
A banda de Game Shakers, Madisyn Shipman ha aparegut en altres sèries de televisió, pel·lícules i publicitat, mostrant la seva versatilitat com a actriu i demostrant la seva capacitat per interpretar una varietat de personatges. També ha treballat en diversos projectes musicals, amb alguns senzills de la seva pròpia autoria.

## Projectes futurs
Després de la seva feina a Game Shakers, Shipman ha continuat treballant en nous projectes cinematogràfics i musicals. Tot i que va aconseguir la fama a través de la seva feina televisiva, ha expressat el seu interès per explorar més rols en la indústria del cinema i la música. Ha mostrat també el desig de treballar en produccions independents i musicals en el futur.

## Vida personal
Madisyn Shipman és coneguda per la seva simplicitat i la seva actitud positiva. A més de la seva carrera artística, està involucrada en diverses causes benèfiques, com la defensa dels drets dels animals i la lluita contra el canvi climàtic. Li encanta passar temps amb la seva família i amics, i sovint comparteix moments d'oci i viatges a les xarxes socials.
A més, Shipman és una gran aficionada a les xarxes socials i la fotografia, i manté una relació estreta amb els seus seguidors en plataformes com Instagram i Twitter.

## Filmografia

### Sèries de televisió
- Game shakers (2015–2019) — Kenzie Bell

### Pel·lícules
- [Títol de pel·lícula] (any) — [personatge]
- [Títol de pel·lícula] (any) — [personatge]

### Altres aparicions
- [Títol de programa] (any) — [personatge]